# Neiger Róbert
Neiger Róbert, (Győr, 1919. április 7. – Győr, 1983. október 16.) labdarúgó, edző, sportvezető. 1935. októbertől a Magyar Waggon- és Gépgyárban esztergályostanonc volt. 1943-tól már műszaki tisztviselőként dolgozott. A hídüzem vezetőjeként részt vett a második világháborút követően a hidak újjáépítésében.

## Pályafutása

### Játékosként
A Győri ETO labdarúgója volt hosszú éveken át. 1941-ben tagja volt a Nyugati Labdarúgó-alszövetség (NYLASZ) válogatottjának.

### Sportvezetőként
A Győr Vasas ETO labdarúgó-szakosztályának vezetője volt 1964-ig. Vezetése alatt nyerte a klub története első bajnoki címét 1963 őszén.

## Sikerei, díjai

### Sportvezetőként
- Magyar bajnokság
  - bajnok: 1963-ősz
- Pro Urbe-díj (Győr): 1975 (vagongyári kollektíva tagjaként)